# Gare de Liotte
La gare de Liotte est une gare ferroviaire belge désaffectée de la ligne 42, de Rivage à Gouvy-frontière. Elle est située dans le hameau de Liotte, aujourd'hui partie de la commune de Sprimont, en Région wallonne dans la province de Liège.
Elle est mise en service en 1885 par les Chemins de fer de l'État belge et est désormais fermée.

## Situation ferroviaire
La gare fermée de Liotte est située au point kilométrique (PK) 0,90 de la ligne 42, de Rivage à Gouvy-frontière, entre les gares ouvertes de Rivage et d'Aywaille. En direction d'Aywaille s'intercalait auparavant la gare de Martinrive (fermée).

## Histoire
La station de Liotte est construite au bord de l'Amblève et mise en service le 20 janvier 1885 par les Chemins de fer de l'État belge, lorsqu'ils ouvrent à l'exploitation la section de Rivage à Stoumont de la ligne de l’Amblève.

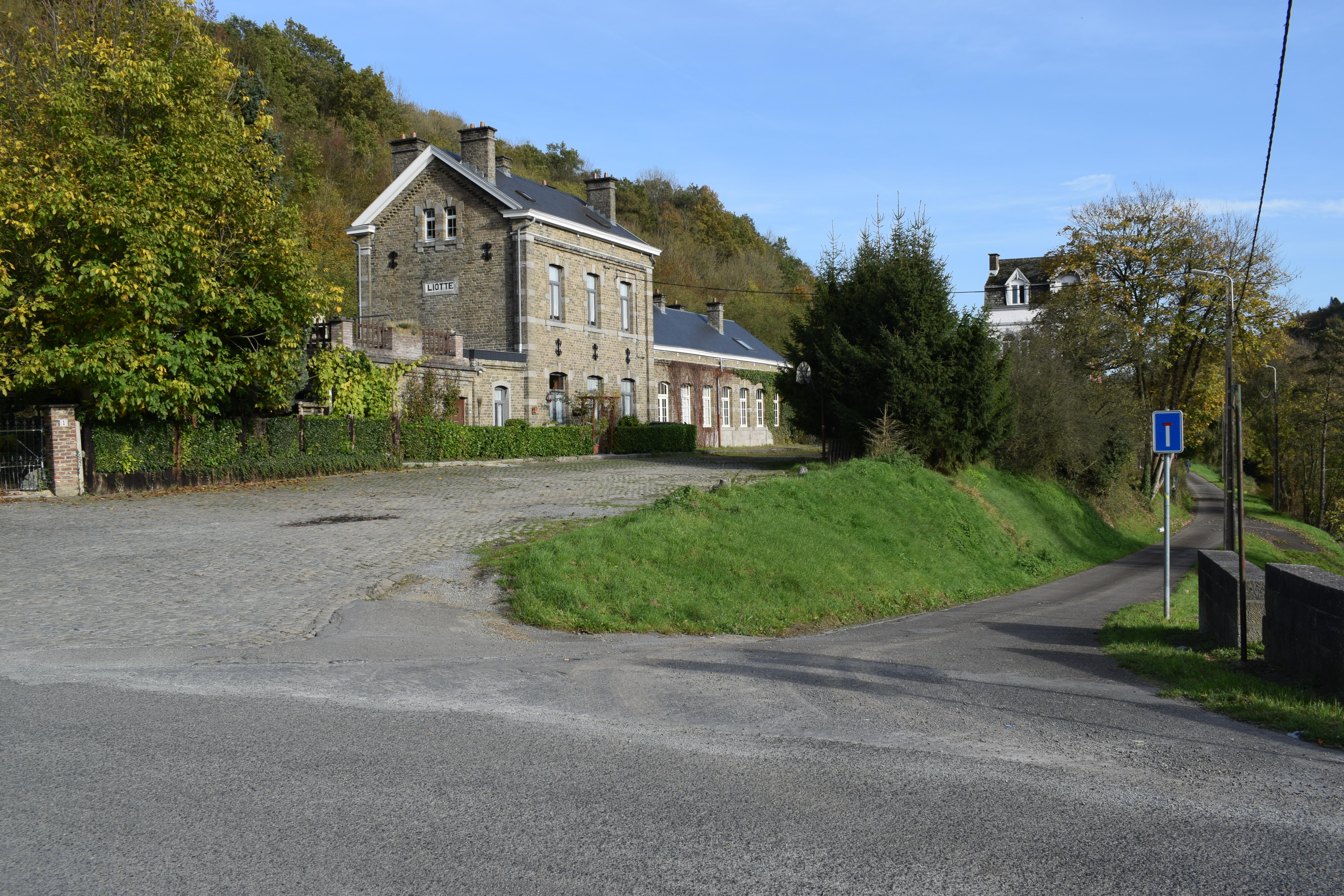
La place de Liotte (anciennement place de la gare').

Elle est équipée de deux voies à quai et d'une petite cour à marchandises. Elle n'a pas de halle à marchandises mais un magasin à colis est installé dans l'aile droite.
Rétrogradée au rang de halte administrée depuis la gare de Rivage, la gare de Liotte est fermée au service des voyageurs le 14 juin 1924 car elle générait un trafic trop faible et faisait double emploi avec les gares voisines (Rivage et Comblain-au-Pont).

## Patrimoine ferroviaire
Après sa fermeture, le bâtiment des recettes est désaffecté du service ferroviaire. Devenu depuis une habitation privée, il a conservé un état extérieur proche de l'origine.
Il appartient à un type construit uniquement sur la ligne de l'Amblève entre Rivage et Trois-Ponts. Conforme aux directives de 1880, il possède une aile basse, disposée à droite du corps central, avec toiture sous bâtière de 7 travées servant de salle d'attente, de salle des pas perdus et de magasin pour les colis ; un corps central de deux étages sous bâtière servant de bureau, de guichet et de logement de fonction pour le chef de gare ; une aile de service à toit plat abritant la cuisine, la buanderie et la toilette. La façade est revêtue de pierre locale avec de la pierre bleue pour les soubassements, les consoles des fenêtres du premier étage, les dés qui ornent l'angle et le centre de chaque ouverture et l'ornement des pilastres d'angle. Les pignons sont ornés d'une frise de pierre et ceux du corps central possèdent une paire de fenêtres géminées avec des dés de pierre bleue.
La gare de Liotte est le seul exemple de bâtiment de ce type construit avec une aile de sept travées à avoir entièrement échappé à la démolition. En Hesbaye, deux bâtiments semblables mais à la façade en briques se trouvent dans les gares de Cognelée et Noville-Taviers.